# 박고지

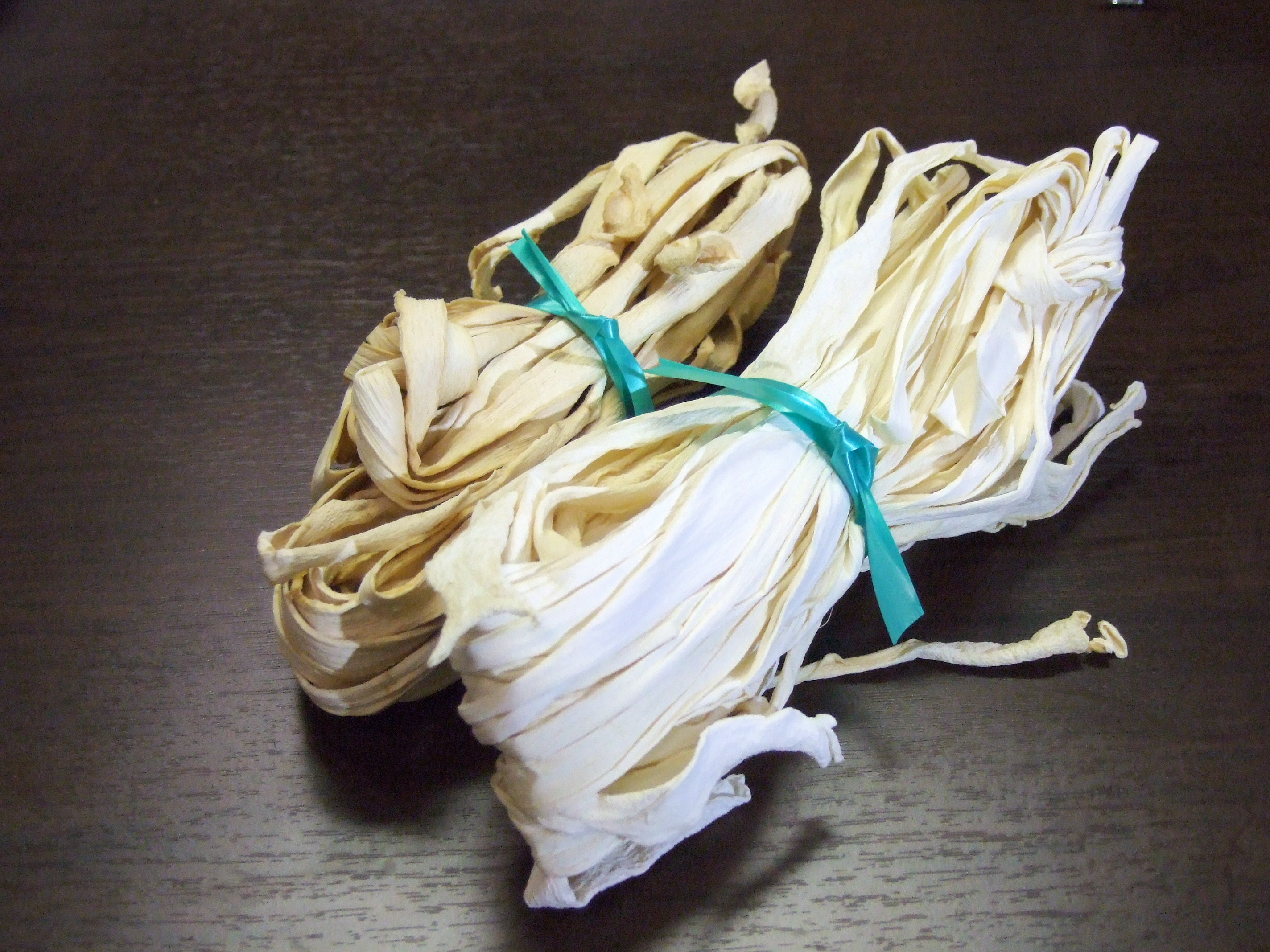

박고지(일본어: 干瓢 캄표[*])는 박의 과육을 끈 모양으로 벗겨내서 말린 식자재다. 한자로 건표(乾瓢→말린 박)라고도 한다.
일본에서 물에 끓여 불려서 김초밥 속재료나 조림, 무침 등으로 해먹는다. 칼로리가 낮고 식이섬유가 풍부하다.
일본 국내 유통량은 2021년 기준 1039톤이고, 그 중 852톤이 중국산, 187톤이 일본 국내산이다. 국내산 중 99% 이상이 도치기현에서 생산된다.

## 같이 보기
- 오뎅